# Alilalkohol
Alilalkohol (molekulska formula: C3 H6O) je najvažnejši nenasičeni alkohol, ki je vmesni produkt pri proizvodnji zdravil in umetnih mas. Je brezbarvna tekočina z ostrim vonjem po gorčici. Je zelo strupena in lahko vnetljiva tekočina. Pri segrevanju tvori z zrakom eksplozijske zmesi, ki so težje od zraka.
Hlapi dražijo oči in dihalne organe. Tekočina in hlapi povzročajo zastrupitve resorpcije skozi kožo. Nevarnost poškodb ledvic.
Je tekoča snov. Sposobnost mešanja z vodo je popolna. Tališče doseže pri -129º.